# San José Poaquíl
San José Poaquil («San José»: en honor a su santo patrono José de Nazaret; «Poaquil»: del k'ach'ikel, significa «dorado» o «tierra de dinero») es un municipio del departamento de Chimaltenango, en la República de Guatemala. Fue creado por acuerdo gubernativo el 1 de noviembre de 1891. Tenía una población de aproximadamente 33.932 habitantes en el año 2022.
Originalmente era una aldea de San Juan Comalapa, que se llamaba «Hacienda de San Juan» y en donde eventualmente se construyó la cabecera municipal se conocía como «Pa'chab'aq» (español: «tierra húmeda» o «entre ciénaga»). Existen muchos indicios que pudo haber existido en la época precolombina basándose por medio de crónicas de la época colonial, un poblado conocido como «Puvachil».[cita requerida]
Después de la Independencia de Centroamérica en 1821, las personas que cuidaban la Hacienda de San Juan tenían que llevar semanalmente a la cabecera en San Juan Comalapa una res para el almuerzo de la municipalidad, sin recibir algún incentivo o pago por ello. Cuando el autonombrado general y líder liberal Justo Rufino Barrios, pasaba por la región durante la Revolución Liberal de 1871 en contra del presidente conservador, el mariscal Vicente Cerna y Cerna, éste les prometió la independencia, con la condición de que asesinaran al líder conservador de San Juan Comalapa; finalmente consiguieron la independencia el 1 de noviembre de 1891, seis años después de la muerte de Barrios y veinte años después de la Revolución Liberal.

## Toponimia
San José Poaquil fue nombrado en honor a su santo patrono, José de Nazaret; por su parte, el topónimo «Poaquil» proviene del k'ach'ikel «pwäq ki’y» que puede interpretarse como «plateado», «dorado» o «tierra de mucho dinero». La región fue denominada como «de mucho dinero» por el líder liberal Justo Rufino Barrios cuando los habitantes le dieron dinero durante la Revolución Liberal de 1871 en contra del gobierno del mariscal Vicente Cerna y Cerna.[cita requerida]

## Geografía física
El municipio cubre un área de 100 km². 

## Gobierno municipal
Los municipios se encuentran regulados en diversas leyes de la República, que establecen su forma de organización, lo relativo a la conformación de sus órganos administrativos y los tributos destinados para los mismos.  Aunque se trata de entidades autónomas, se encuentran sujetas a la legislación nacional. Las principales leyes que rigen a los municipios en Guatemala desde 1985 son:
| N.º | Ley                                                | Descripción |
| --- | -------------------------------------------------- | --- |
| 1   | Constitución Política de la República de Guatemala | Tiene una regulación legal específica para los municipios en los artículos 253 al 262. |
| 2   | Ley Electoral y de Partidos Políticos              | Ley de carácter constitucional aplicable a los municipios en el tema de la conformación de sus autoridades electas. |
| 3   | Código Municipal                                   | Decreto 12-2002 del Congreso de la República de Guatemala. Tiene la categoría de ley ordinaria y contiene preceptos generales aplicables a todos los municipios, e inclusive contiene legislación referente a la creación de los municipios.             |
| 4   | Ley de Servicio Municipal                          | Decreto 1-87 del Congreso de la República de Guatemala. Regula las relaciones entra la municipalidad y los servidores públicos en materia laboral. Tiene su base constitucional en el artículo 262 de la constitución que ordena la emisión de la misma. |
| 5   | Ley General de Descentralización                   | Decreto 14-2002 del Congreso de la República de Guatemala. Regula el deber constitucional del Estado, y por ende del municipio, de promover y aplicar la descentralización y desconcentración económica y administrativa.                                |

El gobierno de los municipios de Guatemala está a cargo de un Concejo Municipal mientras que el código municipal —que tiene carácter de ley ordinaria y contiene disposiciones que se aplican a todos los municipios de Guatemala— establece que «el concejo municipal es el órgano colegiado superior de deliberación y de decisión de los asuntos municipales […] y tiene su sede en la circunscripción de la cabecera municipal». Por último, el artículo 33 del mencionado código establece que «[le] corresponde con exclusividad al concejo municipal el ejercicio del gobierno del municipio».
El concejo municipal se integra con el alcalde, los síndicos y concejales, electos directamente por sufragio universal y secreto para un período de cuatro años, pudiendo ser reelectos.
Existen también las Alcaldías Auxiliares, los Comités Comunitarios de Desarrollo (COCODE), el Comité Municipal del Desarrollo (COMUDE), las asociaciones culturales y las comisiones de trabajo. Los alcaldes auxiliares son elegidos por las comunidades de acuerdo a sus principios, valores, procedimientos y tradiciones, estos se reúnen con el alcalde municipal el primer domingo de cada mes. Los Comités Comunitarios de Desarrollo y el Consejo Municipal de Desarrollo tiene como función organizar y facilitar la participación de las comunidades priorizando necesidades y problemas.
Los alcaldes que ha habido en el municipio son:
| Período   | Nombre              | Breve descripción |
| --------- | ------------------- | --- |
| 2012-2016 | José Quilil Salanic | El 21 de abril de 2017 se giró orden de captura contra el exalcalde Quilil Salanic por parte de la Fiscalía contra la Corrupción del Ministerio Público, junto con otros exalcaldes de Chimaltenango, por el mal manejo de los recursos públicos. De acuerdo al ente investigador, Quilil Salanic habría autorizado construir un estadio de fútbol municipal en un área de alto riesgo por un total de dos millones quinientos ochenta mil quetzales, el cual quedó concluido en un 72%, pero se pagó por completo. Junto con el exalcalde fueron capturados Abner Gamaliel Xajil Tohon, Jairo Andrés Morales Cutzal y Juan Gabriel Macú Ajsivinac. |

## Historia
Originalmente era una aldea de San Juan Comalapa, que se llamaba «Hacienda de San Juan» y en donde eventualmente se construyó la cabecera municipal se conocía como «Pa'chab'aq» (español: «tierra húmeda» o «entre ciénaga»). Existen muchos indicios que pudo haber existido en la época precolombina basándose por medio de crónicas de la época colonial, un poblado conocido como «Puvachil».[cita requerida]

### Época colonial
La Hacienda de San Juan, conocida en el siglo xxi como «Hacienda Vieja», que entonces era la finca de crianza de ganado vacuno de la iglesia católica de Comalapa. 

### Tras la Independencia de Centroamérica
Tras la Independencia de Centroamérica en 1821, las personas que cuidaban la Hacienda de San Juan tenían que llevar semanalmente a la cabecera en San Juan Comalapa una res para el almuerzo de la municipalidad, sin recibir algún incentivo o pago por ello. Los habitantes de lugar estaban descontentos con la soberanía municipal de San Juan Comalapa, porque estos no les permitían satisfacer eficazmente sus necesidades materiales, alimentación y comunicaciones; incluso era difícil satisfacer las necesidades espirituales, pues la única parroquia quedaba en San Juan Comalapa y quedaba retirada y difícilmente accesible por la falta de caminos favorables. 
A falta de una plaza pública para los días de mercado se estableció un punto de encuentro económico y comercialización de productos alimenticios en las planicies en la aldea Ojer Caibal (español: «Antiguo Mercado»).

### Tras la Reforma Liberal
Cuando el autonombrado general y líder liberal Justo Rufino Barrios, pasaba por la región que ocupa el moderno municipio durante la Revolución Liberal de 1871 en contra del presidente conservador, el mariscal Vicente Cerna y Cerna, los habitantes de la localidad le ofrecieron un almuerzo a las orillas del río Teculxeyá y le plantearon el problema de escasez de recursos, solicitándole que los independizara de la cabecera municipal de San Juan Comalapa. Barrios les prometió la independencia, con la condición de que asesinaran al líder conservador de San Juan Comalapa, el alcalde municipal José María Otzoy que había escapado de Barrios; terminando el acuerdo le fue proporcionado por agradecimiento monedas de plata y oro.  Por esta razón, Barrios llamó a la región «gente de mucho dinero», la cual en k'akch'ikel se dice «winaqi’ ajpwäq ki’y» y que castellanizado se convirtió en «Poaquil».[cita requerida]